# William Ackerman
William Ackerman, conosciuto anche come Will Ackerman (Palo Alto, 16 novembre 1949), è un chitarrista e compositore statunitense.
Fondatore della Windham Hill Records Records è uno dei più apprezzati solisti di chitarra nell'ambito della musica new age e tra i fondatori del movimento.

## Biografia
William Ackerman nasce a Palo Alto in California nel 1949. Consegue il major nell'Università del Massachusetts in Inglese e Storia. Senza formazione musicale di base ha il modo di conoscere Robbie Basho, virtuoso di chitarra folk e appartenente alla scuola folk progressivo di Takoma Inizia a comporre musica per caso a seguito di un incidente avvenuto in campo lavorativo. Nel 1975 fonda l'etichetta discografica Windham Hill Records mutuando il nome dalla società edile che aveva costituito (Windham Hill Builders).
Il suo stile è basato sull'improvvisazione senza eccedere in virtuosismi tipici del jazz o seguire rigide partiture tipiche della musica classica.

## Discografia

### Solista
- In Search of the Turtle's Navel (1976)
- It Takes a Year (1977)
- Childhood and Memory (1979)
- Passage (1981)
- Past Light (1983)
- Conferring with the Moon (1986)
- Imaginary Roads (1990)
- The Opening of Doors (1992)
- A Windham Hill Retrospective (1993)
- Sound of Wind Driven Rain (1998)
- Hearing Voices (2001)
- Returning (2004)
- Meditations (2008)
- New England Roads (2010)